# 克莱蒙教皇庄园
克莱蒙教皇庄园（Château Pape Clément），又有譯為黑教皇莊園，是一間著名的波爾多葡萄酒酒莊，位於法國的格拉夫的佩萨克-雷奥良（Pessac-Leognan）产区。
這個莊園是法國歷史最古老的莊園之一，1309年，克列門家族將莊園送予波爾多的大主教，至法國大革命時收歸國有，自1939年起由蒙坦家族所擁有。